# Château des forges de Lanouée
Le château des forges de Lanouée est situé sur l'ancienne commune des Forges (commune nouvelle de Forges de Lanouée, dans le département du Morbihan, en France)

## Historique
Le château, initialement maison du maître des forges de Lanouée, date des années 1760. Il subit une importante transformation architecturale, vers un style néo-Louis XIII, dans le courant du XIXe siècle. Au milieu de ce siècle, est opéré un agrandissement en profondeur et en longueur, complété, à la fin du siècle, par l'adjonction de deux pavillons.
Plusieurs communs sont construits peu à peu : une ferme en 1887, une chapelle agrandie en 1895, deux bâtiments sur cour (un service social et des bureaux) en 1908.
En 1802 le baron Louis Henri de Janzé acquiert le château en même temps que les Forges. La baronne de Janzé, ruinée, vendit le château de Lanouée en 1925 à M. Lebreton, entrepreneur au port de Lorient, qui le légua à sa fille, épouse de Louis Renault, industriel à Angers ; leur fille, épouse du commandant Pierre Levesque, mort en 1945, en fut ensuite propriétaire.
Le château fait l'objet d’une inscription au titre des monuments historiques depuis le 24 août 2007.

## Architecture
L'édifice affecte un style néo-Louis XIII. Il s'ouvre sur un vaste vestibule central, où trône l'escalier en bois desservant les étages, autour duquel sont disposés les salles de réception et la salle à manger, la cuisine étant reléguée au sous-sol.